# سه‌نوازی جبران
سه‌نوازی جبران (عربی: الثلاثي جبران؛ فرانسوی: Le Trio Joubran‎) یک گروه موسیقی سه‌نفره در سبک عربی است که در سال ۲۰۰۴ در ناصرهٔ فلسطین شکل گرفت. در موسیقی این گروه رگه‌هایی از فلامنکو و جاز وجود دارد.
این گروه از سه برادر به نام‌های سمیر جبران، وسام جبران و عدنان جبران تشکیل شده که هر سه در نواختن عود استاد هستند. یوسف هبیش به عنوان نوازندهٔ پرکاشن در برخی از اجراها گروه را همراهی می‌کند. برادران جبران از مسیحیان فلسطین هستند.
گروه جبران در اسفند ۱۳۹۹ قطعه‌ای با نام «عروج» را با آهنگسازی حسام ناصری و خوانندگی علیرضا قربانی منتشر کرد.

## پیشینه و اعضا
گروه سه‌نوازی جبران در سال ۲۰۰۴ توسط سمیر، وسام و عدنان جبران در شهر ناصرهٔ فلسطین تأسیس شد. خانوادهٔ جبران از مسیحیان ناصره هستند و نوازندگی عود در این خانواده موروثی است. برادران جبران عودنوازی را از پدرشان، حاتم، آموخته‌اند که از مشهورترین سازندگان عود در جهان عرب است.
سمیر جبران، برادر بزرگتر، متولد ۱۹۷۳ است و در قاهره به تحصیل موسیقی پرداخته‌است. او فعالیت موسیقایی‌اش را از سال ۱۹۹۴ آغاز کرد و علاوه بر نوازندگی، به تدریس موسیقی و تاریخ موسیقی شرق هم مشغول است. سمیر پیش از تشکیل گروه، آلبوم سوءتفاهم (۲۰۰۱) را به صورت انفرادی و آلبوم تماس (۲۰۰۳) را با همراهی برادرش وسام منتشر کرده‌است. وسام جبران، دومین برادر خانواده، متولد ۱۹۸۳ است و از کودکی به ساخت عود و ویولن پرداخته‌است. او فارغ‌التحصیل مؤسسهٔ آنتونیو استرادیواری است و به عنوان تنها فرد از جهان عرب، موفق به دریافت جایزه برای ساخت عود از آن مؤسسه شده‌است. عدنان جبران نیز متولد ۱۹۸۵ است و جدای از فعالیت در گروه سه‌نوازی جبران، یک آلبوم انفرادی با نام آن سوی مرزها را در سال ۲۰۱۴ و با همکاری نوازندگانی چون خورخه پاردو منتشر کرده‌است.
علاوه بر برادران جبران، یوسف هبیش به عنوان نوازندهٔ سازهای کوبه‌ای گروه را در مواردی همراهی می‌کند. علاوه بر آن، سه‌نوازی جبران با هنرمندانی چون راجر واترز، محمد معتمدی و علیرضا قربانی نیز سابقهٔ همکاری دارد.

## جوایز
سه‌نوازی جبران برای ساخت موسیقی فیلم‌های خداحافظ گری و آخرین جمعه موفق به دریافت جایزهٔ از جشنوارهٔ بین‌المللی فیلم دبی شده‌است. این گروه همچنین جایزهٔ بین‌المللی فلسطین را کسب کرده‌است.

## آلبوم‌شناسی
| نام اصلی                        | ترجمه نام به فارسی | جلد آلبوم | سال  |
| ------------------------------- | --- | --------- | ---- |
| تماس Tamaas                     | تلاقی |           | ۲۰۰۳ |
| رندنة Randana                   | واژه‌ای ساختگی با تلفیق دو واژه رنّة (طنین) و دندنة (زمزمه)                                                              |           | ۲۰۰۵ |
| مجاز Majâz                      | استعاره |           | ۲۰۰۷ |
| فی ظل الکلام À l'ombre des mots | در سایه سخن |           | ۲۰۰۹ |
| اسفار AsFâr                     | این نام ایهام دارد و می‌تواند به دو صورت خوانده‌شود: عربی (أسفار) به معنای سفرها و انگلیسی (As Far) به معنای تا جایی که. |           | ۲۰۱۱ |